# Sośnie
Sośnie es un pueblo en el municipio de Sośnie, comprendido en el distrito de Ostrów Wielkopolski, voivodato de Gran Polonia, en el centro oeste de Polonia. Se encuentra aproximadamente a 22 kilómetros al sur de Ostrów Wielkopolski, y a 115 kilómetros al sureste de la capital regional Poznań.
La localidad tiene una población aproximada de 1000 habitantes.